# Misako Tanaka
Misako Tanaka (田中美佐子, Tanaka Misako), née Misako Fukazawa (深沢美佐子, Fukazawa Misako, le 11 novembre 1959) est une actrice japonaise originaire du district d'Oki de la préfecture de Shimane. 

## Filmographie partielle
- 1982 : ダイアモンドは傷つかない (Daiamondo wa kizutsukanai)
- 1983 : 丑三つの村 (Ushimitsu no mura)
- 1985 : The Horizon (地平線)
- 1986 : Gonza le lancier (鑓の権三, Yari no Gonza?) de Masahiro Shinoda
- 1987 : 愛はクロスオーバー (Ai wa kurosuiubaa)
- 1989 : 彼女が水着にきがえたら
- 1989 : べっぴんの町 (Beppin no machi)
- 1990 : Roar of the Crowd 遙かなる甲子園
- 1993 : 港 (Minato, littéralement « Port »)
- 1994 :  とられてたまるか！？
- 2001 : ランニング・フリー (Running Free)
- 2018 : Netemo sametemo (Asako 1 & 2) de Ryūsuke Hamaguchi

## Récompenses et distinctions
Misako Tanaka remporte le prix du meilleur second rôle féminin de l'édition 1982 du festival du film de Yokohama.

## Sources
- (en) Cet article est partiellement ou en totalité issu de l’article de Wikipédia en anglais intitulé « Misako Tanaka » (voir la liste des auteurs).